# Hrîhorivka, Nosivka
Hrîhorivka (în ucraineană Григорівка) este un sat în comuna Rivceak-Stepanivka din raionul Nosivka, regiunea Cernihiv, Ucraina.

## Demografie
Componența lingvistică a localității Hrîhorivka
     Ucraineană (88,89%)
     Rusă (11,11%)
Conform recensământului din 2001, majoritatea populației localității Hrîhorivka era vorbitoare de ucraineană (88,89%), existând în minoritate și vorbitori de rusă (11,11%).